# White Lung
White Lung foi uma banda canadense de punk rock formada em Vancouver. A revista Exclaim! nominou o primeiro álbum, It's the Evil, como o álbum punk do ano em 2010. A banda também foi indicada na categoria de artista punk ou hardcore do ano na premiação Canadian Music Week Indie Awards em 2011.

## História
A banda foi formada em 2006 por Mish Way (vocal), Natasha Reich (guitarra), Grady Mackintosh (baixo) e Anne-Marie Vassiliou (bateria). Em 2009, Reich foi substituída pelo guitarrista Kenneth William.
Os dois álbuns da banda, It's the Evil (2010) e Sorry (2012) foram lançados pela gravadora Deranged Records.
Em março de 2014, anunciaram o lançamento do terceiro álbum de estúdio, Deep Fantasy. A banda agora faz parte da Domino Recording Company.
O quarto álbum da banda, Paradise, foi lançado em maio de 2016. Em 2022, o grupo anunciou que iria se separar após o lançamento do quinto disco de estúdio, chamado Premonition.

## Discografia
Singles
- "Local Garbage" (2007)
- "Magazines" (2008)
- "Atlanta" (2010)
- "S/T" (2012)

### Álbuns
- It's the Evil (2010)
- Sorry (2012)
- Deep Fantasy (2014)
- Paradise (2016)